# داني كومبز
داني كومبز (بالإنجليزية: Danny Coombs)‏ هو لاعب كرة قاعدة أمريكي، ولد في 23 مارس 1942 في لينكولن في الولايات المتحدة.

## وصلات خارجية
- داني كومبز على موقع دوري كرة القاعدة الرئيسي (الإنجليزية)
- داني كومبز على موقعبيزبول رفرنس.كوم (الدوري الرئيسي) (الإنجليزية)
- داني كومبز على موقعبيزبول رفرنس.كوم (الدوري الثانوي) (الإنجليزية)
- داني كومبز على موقع مشجعي الرسوم البيانية (الإنجليزية)